# NGC 6072
NGC 6072 é uma nebulosa planetária na direção da constelação de Scorpius. O objeto foi descoberto pelo astrônomo John Herschel em 1837, usando um telescópio refletor com abertura de 18,6 polegadas. Devido a sua moderada magnitude aparente (+11,7), é visível apenas com telescópios amadores ou com equipamentos superiores. 